# Bascharage-Sanem vasútállomás
Bascharage-Sanem vasútállomás Luxemburgban, Bascharage településen található.

## Vasútvonalak
Az állomást az alábbi vasútvonalak érintik:
- 70-es vasútvonal

## Kapcsolódó állomások
A vasútállomáshoz az alábbi állomások vannak a legközelebb:
- Schouweiler vasútállomás
- Pétange vasútállomás